# John Hill (Politiker, 1821)

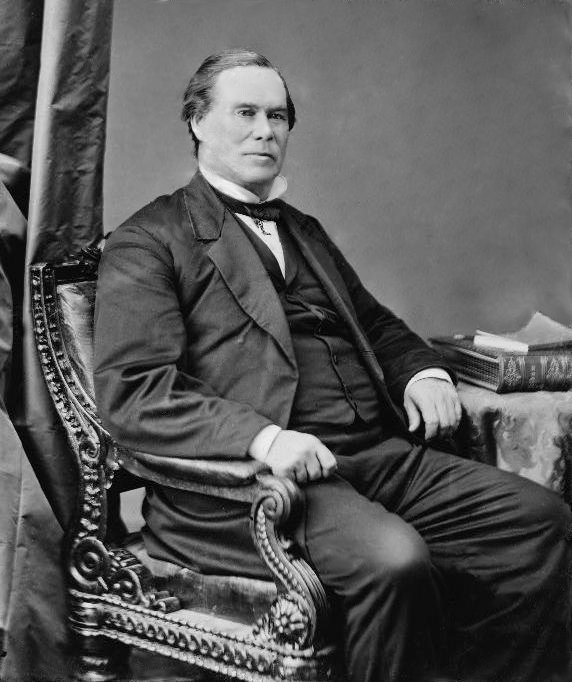
John Hill

John Hill (* 10. Juni 1821 in Catskill, Greene County, New York; † 24. Juli 1884 in Boonton, New Jersey) war ein US-amerikanischer Politiker. Zwischen 1867 und 1873 sowie nochmals von 1881 bis 1883 vertrat er den Bundesstaat New Jersey im US-Repräsentantenhaus.

## Werdegang
John Hill besuchte private Schulen. Danach arbeitete er als Bankangestellter und als Buchhalter in seiner Heimatstadt Catskill. Im Jahr 1845 zog er nach Boonton in New Jersey. Dort war er wieder als Buchhalter sowie als Zahlmeister und später auch im Handel tätig. Zwischen November 1849 und Mai 1853 war Hill Posthalter in Boonton. Politisch schloss er sich der 1854 gegründeten Republikanischen Partei an. Zwischen 1852 und 1856 sowie nochmals von 1863 bis 1867 saß er im Stadtrat von Boonton. Von 1856 bis 1861 war er auch Friedensrichter. In den Jahren 1861, 1862 und 1866 gehörte John Hill der New Jersey General Assembly an, deren Präsident er im Jahr 1866 als Nachfolger von Joseph T. Crowell war. 1862 kandidierte er erfolglos für den Senat von New Jersey. Hill war ein entschiedener Anhänger der Union. Zu Beginn des Bürgerkrieges war er an der Aufstellung von militärischen Einheiten für das Heer der Union beteiligt.
Bei den Kongresswahlen des Jahres 1866 wurde Hill im vierten Wahlbezirk von New Jersey in das US-Repräsentantenhaus in Washington, D.C. gewählt, wo er am 4. März 1867 die Nachfolge von Andrew J. Rogers antrat. Nach zwei Wiederwahlen konnte er bis zum 3. März 1873 drei Legislaturperioden im Kongress absolvieren. Bereits seit 1865 war die Arbeit des Kongresses von dem Konflikt zwischen der Republikanischen Partei und Präsident Andrew Johnson geprägt, der in einem nur knapp gescheiterten Amtsenthebungsverfahren gipfelte. Von 1871 bis 1873 war Hill Vorsitzender des Ausschusses zur Kontrolle der Ausgaben des Innenministeriums. Während seiner Zeit als Kongressabgeordneter wurden der 14. und der 15. Verfassungszusatz ratifiziert.
Nach dem Ende seiner ersten Amtszeit im US-Repräsentantenhaus war Hill bis 1876 wieder im Handel tätig. Danach zog er sich aus dem aktiven Arbeitsleben zurück, blieb aber weiterhin als Politiker aktiv. Bereits im Jahr 1868 war er Delegierter zur Republican National Convention in Chicago, auf der General Ulysses S. Grant als Präsidentschaftskandidat nominiert wurde. Von 1875 bis 1877 gehörte Hill dem Senat von New Jersey an. Bei den Kongresswahlen des Jahres 1880 wurde er im fünften Distrikt seines Staates noch einmal in den Kongress gewählt, wo er am 4. März 1881 die Nachfolge von Charles H. Voorhis antrat. Da er im Jahr 1882 auf eine erneute Kandidatur verzichtete, konnte er bis zum 3. März 1883 nur eine weitere Legislaturperiode im Kongress verbringen.
John Hill starb am 24. Juli 1884 in Boonton, wo er auch beigesetzt wurde.